# Cataño
Cataño ist eine der 78 Gemeinden von Puerto Rico. Sie liegt an der Nordküste von Puerto Rico. Sie hatte 2019 eine Einwohnerzahl von 23.121 Personen.

## Geschichte
Hernando de Cataño wurde ausgewählt, seine medizinischen Dienste in Puerto Rico während der Amtszeit von Francisco Bahamonde de Lugo als Gouverneur von Puerto Rico (1564–1568) anzubieten. Er war einer der ersten Ärzte, die während der Kolonisierung Puerto Ricos ankamen und erhielt bei der Annahme seiner Stelle als Bezahlung ein Stück Land auf der Insel San Juan. Von diesem Zeitpunkt an wurde die Region unter dem Namen ihres ursprünglichen Besitzers bekannt. Als die Menschen begannen, sich in der Gegend niederzulassen, wurde Cataño zum Barrio von Bayamón erklärt. Allerdings war die Entwicklung der Stadt in diesen Jahren aufgrund des sumpfigen Geländes nicht sehr erfolgreich. Dennoch wurde um 1690 eine Einsiedelei errichtet, die es den Bewohnern ermöglichte, religiöse Dienste zu empfangen, ohne nach Bayamón reisen zu müssen.
Mitte des 19. Jahrhunderts wurde eine Transportgesellschaft gegründet, um den Transport von Waren und Passagieren durch die Bucht von San Juan zu erleichtern. Dies ließ die Bevölkerung von Cataño wachsen und machte es zu einem der wohlhabendsten Barrios von Bayamón. Dennoch waren die Versuche, sich 1839 von Bayamón zu trennen, erfolglos. Am 26. Juni 1893 trennte Bischof Antonio Puig y Montserrat die Barrios Cataño, Palo Seco und Palmas von der Pfarrei Bayamón und gründete eine unabhängige Pfarrei für die Bewohner dieser Sektoren. Im Jahr 1927 wurde Cataño offiziell zur Gemeinde mit dem Namen "Hato de Palmas de Cataño" erklärt, der einfach zu Cataño abgekürzt wurde.
Die Politik spielte bei der Gründung der Stadt eine entscheidende Rolle, da Bayamón von einer Verwaltung mit gegensätzlichen Ideologien zu denen der Legislative der Insel kontrolliert wurde. Die Trennung von Cataño und Bayamón war eine Strategie, um diese Opposition zu schwächen.

## Gliederung
Die Gemeinde ist in 2 Barrios aufgeteilt:
1. Cataño barrio-pueblo
2. Palmas

## Wirtschaft
Aufgrund seiner Lage hat Cataño schon immer eine wichtige Rolle als Hafen für die Insel gespielt. Auch der Fischfang ist seit Jahrhunderten eine Hauptwirtschaftsquelle. Bacardi, einer der größten Rumhersteller der Welt, hat eine Destillerie in Cataño. In der Gemeinde wird auch eine Ölraffinerie betrieben.